# بهمن‌پیچ (سرده)
پیچ‌خورده‌ها (نام علمی: Helicteres) نام یک سرده از زیرتیره پیچ‌خورده‌واران در تیره پنیرکیان است.